# ТЭМ9
ТЭМ9 — четырёхосный маневрово-вывозной тепловоз с электрической передачей переменно-постоянного тока и индивидуальным приводом колёсных пар, предназначен для маневровой и вывозной работы на железных дорогах колеи 1520 мм ОАО «РЖД» и промышленных предприятий чёрной и цветной металлургии, химической отрасли, энергетики, предприятий промышленного железнодорожного транспорта, строительной отрасли и других.

## Устройство
В производстве тепловоза ТЭМ9 использован современный принцип модульной сборки, что должно существенно улучшить условия эксплуатации и технического обслуживания локомотива.
Тепловоз обладает повышенной манёвренностью и способностью проходить кривые малых радиусов, что важно для работы на подъездных путях промышленных предприятий. На ТЭМ9 применена электрическая передача, обеспечивающая надёжность и ремонтопригодность машины.
На локомотиве установлен новый дизель-генератор с улучшенными эксплуатационными и экологическими показателями, внедрена микропроцессорная система контроля, управления и диагностики, кабина машиниста разработана с учётом действующих требований по безопасности, эргономике и условиям труда.

## Выпуск и эксплуатация
По состоянию на начало 2023 года известно о постройке 181 локомотива, включая опытный ТЭМ9КИ-0001 и один гибридный тепловоз ТЭМ9H-001. Все тепловозы поставлены промышленным предприятиям.

## Модификации
ТЭМ9Н
ТЭМ9КИ